# Luis de Salcedo y Azcona

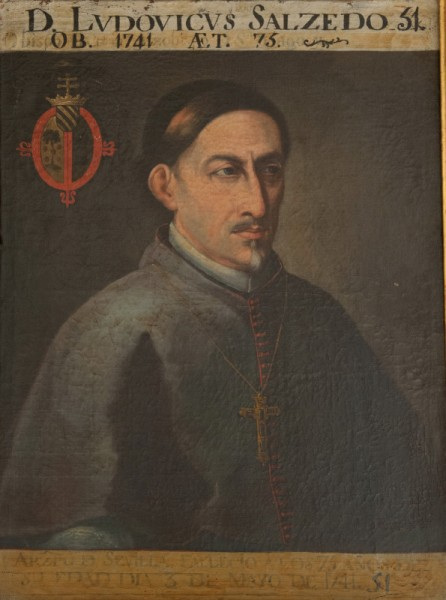
El arzobispo Luis de Salcedo y Azcona.

Luis de Salcedo y Azcona (Valladolid, 9 de diciembre de 1667-Sevilla, 1741) fue un religioso y mecenas español. 

## Biografía
Segundo hijo del Primer titular del Condado de Gómara Luis de Salcedo y Arbizu. Estudió en el Colegio Mayor de San Bartolomé de Salamanca (1686-1689), fue Oidor de la Audiencia de Sevilla (1694) y Granada (1699), siendo después Obispo de Coria, luego en propiedad de Santiago, de donde fue promovido á Sevilla el año de 1722.
Siendo obispo de Coria realizó un memorable Inventario artístico durante una visita pastoral realizada a lo largo de su episcopado (1713-1716).
Encargó el nuevo órgano para la Catedral de Sevilla, que realizó el organero Fray Domingo de Aguirre, siendo el diseñador de la caja, Luis de Vílchez y el decorador Pedro Duque y Cornejo. Los pórticos de ingreso se deben al arquitecto Diego Antonio Díaz.
A este mismo arquitecto encargó la realización de la Iglesia Parroquial de Umbrete, así como la reconstrucción del palacio del Arzobispo de esta localidad, cuyas obras comenzaron en el año de 1723 cuando de Salcedo y Azcona tomó posesión del Arzobispado de Sevilla y ordena a D. Diego Antonio Díaz, maestro mayor de fábrica, que haga los planos del Palacio para residencia y lugar de descanso de arzobispos y venerables sacerdotes. El diseño del edificio recuerda bastante en su estructura y forma al Palacio Arzobispal de Sevilla y se une a la Parroquia por un bello arco cuya función era permitir el paso, cuando se encontraba de visita en la villa.
Asimismo financió la realización del gran retablo de la capilla de la Virgen de la Antigua de la Catedral, de cuya advocación era fiel devoto; un valioso retablo ejecutado en el año 1738, según diseño de Juan Fernández de Iglesias y con esculturas de Pedro Duque Cornejo.
Luis de Salcedo y Azcona murió en Sevilla en el año 1741, y su cuerpo se halla enterrado en la capilla de la Virgen de la Antigua de la catedral Hispalense , bajo el sepulcro realizado por aquella fecha por el propio Duque Cornejo.
Le sucedió al frente del arzobispado hispalense Luis de Borbón y Farnesio, arzobispo de Sevilla entre los años 1741 y 1754.
| Predecesor: Miguel Pérez Lara             | Obispo de Coria 1713 - 1716                     | Sucesor: Sancho Antonio Belunza Corcuera           |
| Predecesor: Antonio Monroy                | Arzobispo de Santiago de Compostela 1716 – 1722 | Sucesor: Miguel Herrero Esgueva                    |
| Predecesor: Felipe Antonio Gil de Taboada | Arzobispo de Sevilla 1723 – 1741                | Sucesor: Luis de Borbón y Farnesio (Administrador) |